# Ernst Leopold von Schantz
Ernst Leopold von Schantz (wym.: szanc, huants, ur. 25 września 1802 w Stralsundzie, zm. 20 kwietnia 1872 w Arvika) – oficer szwedzki, uczestnik powstania listopadowego, dwukrotnie odznaczony orderem Virtuti Militari, bodaj jedyny kawaler Virtuti narodowości szwedzkiej.

## Rodzina
Rodzina von Schantzów pochodziła z Frankonii. W roku 1693 jeden z przedstawicieli tego szlacheckiego rodu, Johann Eberhard, przyjął służbę w administracji na Pomorzu szwedzkim i uzyskał indygenat. Od tej pory przez wiele pokoleń Schantzowie służyli w siłach zbrojnych królestwa, przeważnie w kawalerii, lub byli urzędnikami państwowymi, ale w XX wieku spotykamy wśród nich drobnych kupców, naprawiaczy rowerów, komiwojażerów, woźnych czy robotników budowlanych, a więc świetność rodu zaczęła przemijać. Potomkowie mieszkają obecnie w Szwecji, Finlandii i USA.

## Szkic biograficzny
Ernst Leopold był synem stacjonowanego w szwedzkim wówczas Stralsundzie majora (późniejszego podpułkownika) Henryka Filipa Gideona Schantza. Mając 15 lat zaciągnął się do armii, w roku 1819 został podoficerem huzarów, w 1820 chorążym, a w 1829 porucznikiem kawalerii. Na wieść o wybuchu Powstania listopadowego wyruszył do Polski (jako jeden z pięciu tylko Szwedów), by pomóc Polakom w ich walce. Oficjalnie poprosił o roczny urlop na wyjazd do Francji, gdyż rząd byłego jakobina Karola XIV Jana, drżącego o swój niezbyt legitymistyczny tron, był bardzo nieprzychylny wszelkim zrywom rewolucyjnym. We Francji Schantz spędził parę miesięcy, biorąc lekcje szermierki i nawiązując kontakty z Polakami.
Granica między Prusami a Kongresówką była starannie pilnowana, ale za radą polskich znajomych z Paryża Schantz udał się w okolice Kalisza, którego teren miejski na zachodzie i południu graniczył z zaborem pruskim, i udało mu się nocą przedostać się do Kongresówki. Przyjęty natychmiast do armii przez gen. Skrzyneckiego, 7 sierpnia 1831 walczył jako chorąży 2.p. ułanów w bitwie pod Łowiczem, brał także udział w bitwie pod Międzyrzecem i został ciężko ranny. 1 września awansował na porucznika wojsk polskich i otrzymał srebrny krzyż Virtuti Militari, 15 października krzyż złoty. Na klindze swej szabli, którą utracił pod Ostrołęką, kazał wyryć: „Hur Svenska stålet biter/låt oss pröva på/Ur vägen Moscoviter, friskt mod i gossar blä” (tłum. AvF: „Spróbujmy, jak kąsa szwedzka stal, precz z drogi Moskale, odwagi, błękitni chłopcy” – szwedzka armia miała błękitne mundury). Pozostając pod rozkazami generała Ramorino, Schantz przedostał się w ostatniej fazie powstania wraz z jego oddziałami do Galicji, gdzie przez jakiś czas, musząc się utrzymać, pracował jako rymarz. Stamtąd powrócił drogą okrężną przez Paryż do Szwecji.
Po powrocie do kraju Schantz otrzymał od króla Bernadotte’a karę trzymiesięcznego aresztu za udział w walce przeciw zaprzyjaźnionemu Imperium Rosyjskiemu i zakaz noszenia polskich odznaczeń (mimo to nosił je, ale do ubrania cywilnego). Powrócił do szwedzkiej armii i służył do przejścia na emeryturę jako rotmistrz w pułku skońskich huzarów w Ystad. W roku 1843 ożenił się z Jeannette Alexine von Borck (zm. 1893), z którą miał m.in. syna Fryderyka Malcolma Ernstsona (1850–1937) wziętego adwokata w Värnamo.
Losy Schantza w czasie powstania listopadowego opisał przyjaciel Sven Jonas Stille z Lund, szwedzki lekarz, jak Schantz uczestnik powstania. Jedyny w Polsce egzemplarz wspomnień Stillego, z dedykacją autora dla Schantza, znajduje się obecnie w zbiorach Biblioteki Narodowej w Warszawie. Przekazany zapewne przez syna Fryderyka, trafił tam w roku 1927 wraz z księgozbiorem Muzeum Polskiego w Rapperswilu. Osobisty egzemplarz Stillego znajduje się w Bibliotece Uniwersyteckiej w Lund i został użyty przy pisaniu niniejszego artykułu.
Sven Jonas Stille wydał o nim w swych wspomnieniach bardzo pochlebne świadectwo: „han var en forntida Svensk, modig och oförskräckt ändå till oförsiktighet, och den glädje, som uttryckte sig i hans blick, då han beredde sig att strida mot fienden, var så hjertlig, att han lifvade alla dem, som kommo i hans sällskap, och kom hans kamrater att antaga, att ingen fara finns, der S- ej var närvarande” (tłum. AvF: „był Szwedem z dawnych czasów, odważnym i niebojaźliwym aż do granicy nieostrożności, i radość, która pojawiała się w jego spojrzeniu, gdy gotował się do walki z wrogiem, była tak serdeczna, że ożywiał wszystkich, którzy przyłączali się do jego towarzystwa, tak że wszyscy koledzy wierzyli, że nie ma niebezpieczeństwa, przy którym S- byłby nieobecny”).